# Villa de Cruces
Villa de Cruces (en gallego y oficialmente Vila de Cruces) es un municipio español, perteneciente a la provincia de Pontevedra, en la comunidad autónoma de Galicia. Está situado en la comarca del Deza.

## Historia
El municipio se denominó Carbia hasta 1944, por estar en aquella parroquia el ayuntamiento. El 19 de septiembre de 1944 el municipio inauguró su nueva sede en Vila de Cruces, tomando esta denominación oficialmente.

## Límites
Limita con los municipios de Boqueijón, Touro, Arzúa y Santiso de La Coruña, y Silleda, Golada y Lalín en Pontevedra.

## Geografía humana

### Demografía
Cuenta con una población de 5033 habitantes (INE 2024).
| Gráfica de evolución demográfica de Vila de Cruces entre 1842 y 2021 |
| |
| Población de derecho según los censos de población del INE Población de hecho según los censos de población del INEEn estos censos se denominaba Carbia: 1842, 1857, 1860, 1877, 1887, 1897, 1900, 1910, 1920, 1930 y 1940 En estos censos se denominaba Villa de Cruces: 1950, 1960, 1970 y 1981 |

Según el Padrón municipal de habitantes, la población en 2015 era de 5.556 personas. Su gentilicio es, en gallego, crucés o carbiao.
| Censo total        | 5.556 (2015)   |
| ------------------ | -------------- |
| Menores de 15 años | 452 (8.14%)    |
| Entre 15 y 64 años | 3.269 (58.84%) |
| Mayores de 65 años | 1.835 (33.03%) |

| Evolución de la población de Vila de Cruces                                                                                           | Evolución de la población de Vila de Cruces | Evolución de la población de Vila de Cruces | Evolución de la población de Vila de Cruces | Evolución de la población de Vila de Cruces | Evolución de la población de Vila de Cruces | Evolución de la población de Vila de Cruces | Evolución de la población de Vila de Cruces | Evolución de la población de Vila de Cruces | Evolución de la población de Vila de Cruces |
| --- | ------------------------------------------- | ------------------------------------------- | ------------------------------------------- | ------------------------------------------- | ------------------------------------------- | ------------------------------------------- | ------------------------------------------- | ------------------------------------------- | ------------------------------------------- |
| 1900 | 1930                                        | 1950                                        | 1981                                        | 2004                                        | 2009                                        | 2011                                        | 2012                                        | 2013                                        | 2014                                        |
| 9.924 | 9.284                                       | 11.068                                      | 9.041                                       | 6.779                                       | 6.475                                       | 6.325                                       | 6.085                                       | 5.934                                       | 5.676                                       |
| Fuentes: INE e IGE. (Los criterios de registro censal variaron entre 1900 y 2004, y los datos del INE y del IGE pueden no coincidir). |                                             |                                             |                                             |                                             |                                             |                                             |                                             |                                             |                                             |

### Parroquias
Parroquias que forman parte del municipio:
- Añobre (San Pedro)
- Arnego (Santa María)
- Asorey[7]
- Bascuas (Santa Marina)
- Besejos[7]
- Bodaño (San Mamed)
- Brandariz (San Miguel)
- Camanzo (San Salvador)
- Carbia (San Juan)
- Cruces (Nuestra Señora de la Piedad)
- Cumeiro (San Pedro)
- Dujame[7]
- Ferreirós (San Ginés)
- Fontao (Santiago)
- Gres (Santiago)
- Insua (Santo Tomé)
- Larazo (San Juan)
- Loño (San Mamed)
- Losón (San Pedro)
- Merza (Santa María)
- Obra (Santo Tomé)
- Oirós (Santa María)
- Ollares (Santa María)
- Piloño (Santa María)
- Portodemouros (San Salvador)
- Sabrejo[7]
- Salgueiros (San Pedro)
- Toiriz (San Juan)

## Educación
Todos los centros de educación del ayuntamiento son públicos.
Guarderías:
- Galiña Azul, también llamada Galescola o Guardería de Vila de Cruces.

Centros de educación primaria.
- CEIP Nosa Señora da Piedade (As Cruces).
- CEIP Cerdeiriñas (Piloño).
- CEIP de Merza (Merza). (Cerrado)

Centros de educación secundaria.
- IES Marco do Camballón (As Cruces), además de la ESO y el Bachillerato, también ofrece el Ciclo Medio de Soldadura y Calderería y el Ciclo Medio de Atención a personas dependientes.

## Festividades
La Patrona del pueblo es Nuestra Señora de la Piedad y se celebra su fiesta el fin de semana siguiente al 4 de agosto (excepto si es sábado que pasaría a ser el siguiente).
Coincidiendo con dicha fiesta, se celebra el Rali de Carretillas, un espectáculo deportivo y cultural basado en las carretillas. Este curioso rali se celebra dentro de la Semana Cultural organizada anualmente por la asociación cultural Miolos de Fume.
También celebra fiestas gastronómicas como la de la Castaña en noviembre, la de Chorizo en febrero y la de Gallo de Corral en mayo, todas ellas con degustación gratuita de productos de la zona.
Varias parroquias celebran el entroido (carnaval) con los "altos dos xenerais".
Los días de feria son el 4 y el 17 de cada mes.

## Ciencia
El pueblo cuenta con un observatorio astronómico, de propiedad privada, actualmente en estado de abandono, en el cual se realizaban tareas de divulgación astronómica y observaciones científicas. Consta de un edificio, de piedra, cubierto por una cúpula metálica construida a mano: en su interior cuenta con un reflector de 40 cm de diámetro.
Todos los años en el mes de agosto durante la Semana Cultural se organiza una actividad para observar estrellas.

## Hermanamientos
- Campana, Buenos Aires, Argentina